# Say You'll Be There
"Say You'll Be There" là một bài hát của nhóm nhạc nữ người Anh Spice Girls nằm trong album phòng thu đầu tay của họ, Spice (1996). Nó được viết lời bởi Spice Girls với Jonathan Buck và Eliot Kennedy và được sản xuất bởi Absolute. Bộ đôi sản xuất đã kết hợp những giai điệu của pop và R&B vào bài hát, trong đó bao gồm một màn độc tấu kèn harmonica, được thể hiện bởi Judd Lander. Nội dung của nó - mô tả những điều nhóm đã trải qua với nhau và làm thế nào họ luôn bên nhau - đã nhận được những đánh giá trái chiều từ các nhà phê bình, trong đó họ mô tả bài hát thật "khó hiểu". Bài hát cũng được hát lại bởi ca sĩ kiêm nhạc sĩ người Đan Mạch MØ và đạt được một số thành công nhất định.
Video ca nhạc của "Say You'll Be There" được lấy cảm hứng từ những bộ phim như Faster, Pussycat! Kill! Kill! và Pulp Fiction, trong đó nhóm hóa thân thành một ban nhạc nữ techno với trang phục của những chiến binh, những người sử dụng võ thuật, công nghệ cao và vũ khí của ninja để bắt một người đàn ông bất hạnh. Nó bao gồm các biểu tượng của Tước quyền ở nam giới, như là một ví dụ của sự đoàn kết của nhóm. Nó đã nhận được những phản ứng tích cực từ người hâm mộ và gặt hái nhiều đề cử ở nhiều hạng mục giải thưởng, bao gồm Giải thưởng Smash Hits! năm 1996, Giải Video âm nhạc của MTV năm 1997, và Giải BRIT năm 1997.
Được phát hành như là đĩa đơn thứ hai trích từ album vào ngày 14 tháng 10 năm 1996 bởi Virgin Records, nó đã trở thành đĩa đơn quán quân thứ hai của nhóm ở Vương quốc Anh, và được chứng nhận đĩa Bạch kim tại đây. Bài hát cũng nhanh chóng gặt hái những thành công thương mại trên khắp châu Âu, lọt vào top 10 ở hầu hết những thị trường nó xuất hiện. Như một kết quả của sự phổ biến của nó, bài hát đã được phát hành vào năm 1997 tại Úc, Canada và Hoa Kỳ và đều đạt được những thành tích đáng kể, tiếp tục chuỗi thành công của nhóm sau đĩa đơn đầu tay "Wannabe".

## Danh sách track và định dạng
| Đĩa CD tại châu Âu và Anh quốc #1 1. "Say You'll Be There" (bản đĩa đơn phối) – 3:56 2. "Take Me Home" – 4:07 3. "Say You'll Be There" (Junior's Main Pass) – 8:33 4. "Say You'll Be There" (không lời) – 3:56 Đĩa CD tại Anh quốc #2 1. "Say You'll Be There" (bản đĩa đơn phối) – 3:56 2. "Say You'll Be There" (Spice of Life Mix) – 7:01 3. "Say You'll Be There" (Linslee's Extended Mix) – 4:09 4. "Say You'll Be There" (Junior Vasquez Dub Girls) – 8:29 | Đĩa CD tại Mỹ 1. "Say You'll Be There" – 3:56 2. "Take Me Home" – 4:07 Đĩa 12" tại Mỹ 1. A1: "Say You'll Be There" (bản album) – 3:56 2. A2: "Say You'll Be There" (Junior's Main Pass) – 8:33 3. A3: "Say You'll Be There" (Linslee's Extended Mix) – 4:09 4. B1: "Say You'll Be There" (Junior's Dub Girls) – 8:29 5. B2: "Say You'll Be There" (Junior's X-Beats) – 8:30 |

## Xếp hạng
| Bảng xếp hạng (1996-97)              | Vị trí cao nhất |
| ------------------------------------ | --------------- |
| Úc (ARIA)                            | 12              |
| Áo (Ö3 Austria Top 40)               | 7               |
| Bỉ (Ultratop 50 Flanders)            | 8               |
| Bỉ (Ultratop 50 Wallonia)            | 3               |
| Canada (RPM)                         | 5               |
| Đan Mạch (Tracklisten)               | 1               |
| Châu Âu (European Hot 100 Singles)   | 1               |
| Phần Lan (Suomen virallinen lista)   | 1               |
| Pháp (SNEP)                          | 2               |
| Đức (Official German Charts)         | 16              |
| Ireland (IRMA)                       | 2               |
| Ý (Musica e dischi)                  | 25              |
| Hà Lan (Dutch Top 40)                | 6               |
| Hà Lan (Single Top 100)              | 5               |
| New Zealand (Recorded Music NZ)      | 2               |
| Na Uy (VG-lista)                     | 2               |
| Scotland (OCC)                       | 1               |
| Tây Ban Nha (AFYVE)                  | 2               |
| Thụy Điển (Sverigetopplistan)        | 4               |
| Thụy Sĩ (Schweizer Hitparade)        | 4               |
| Anh Quốc (OCC)                       | 1               |
| Hoa Kỳ Billboard Hot 100             | 4               |
| Hoa Kỳ Adult Pop Airplay (Billboard) | 24              |
| Hoa Kỳ Pop Airplay (Billboard)       | 2               |
| Hoa Kỳ Rhythmic (Billboard)          | 3               |

| Bảng xếp hạng (1996)                 | Vị trí |
| ------------------------------------ | ------ |
| Belgium (Ultratop 50 Flanders)       | 89     |
| Belgium (Ultratop 50 Wallonia)       | 29     |
| Europe (European Hot 100)            | 36     |
| Finland (Suomen virallinen lista)    | 28     |
| France (SNEP)                        | 44     |
| Netherlands (Dutch Top 40)           | 62     |
| Netherlands (Single Top 100)         | 64     |
| Norway Autumn Period (VG-lista)      | 3      |
| Sweden (Sverigetopplistan)           | 22     |
| UK Singles (Official Charts Company) | 4      |
| Bảng xếp hạng (1997)                 | Vị trí |
| Australia (ARIA)                     | 45     |
| Canada Top Singles (RPM)             | 35     |
| France (SNEP)                        | 67     |
| US Billboard Hot 100                 | 28     |

| Bảng xếp hạng (1990–99)              | Vị trí |
| ------------------------------------ | ------ |
| UK Singles (Official Charts Company) | 30     |

## Chứng nhận
| Quốc gia                                                                           | Chứng nhận | Số đơn vị/doanh số chứng nhận |
| ---------------------------------------------------------------------------------- | ---------- | ----------------------------- |
| Úc (ARIA)                                                                          | Vàng       | 35.000^                       |
| Bỉ (BEA)                                                                           | Vàng       | 0*                            |
| Pháp (SNEP)                                                                        | Vàng       | 332,000                       |
| New Zealand (RMNZ)                                                                 | Bạch kim   | 15,000*                       |
| Na Uy (IFPI)                                                                       | Vàng       | 5.000*                        |
| Anh Quốc (BPI)                                                                     | Bạch kim   | 940,000                       |
| Hoa Kỳ (RIAA)                                                                      | Vàng       | 900,000                       |
| * Chứng nhận dựa theo doanh số tiêu thụ. ^ Chứng nhận dựa theo doanh số nhập hàng. |            |                               |